# Eurygaster maura
Espèce
Eurygaster maura est une espèce d'insectes hémiptères, une des « punaises des céréales », appartenant à la famille des Scutelleridae, à la sous-famille des Eurygastrinae, à la tribu des Eurygastrini et au genre Eurygaster.

## Histoire et dénomination
L'espèce Eurygaster maura a été décrite par le naturaliste suédois Carl von Linné en 1758.

## Description
Elle peut atteindre une longueur de 8 à 11 mm. Le corps est de forme ovale et légèrement convexe. La tête est de forme triangulaire et arrondie en douceur, avec une paire d'yeux composés. Le pronotum est légèrement en saillie aux coins postérieurs. Le scutellum couvre les ailes et l'ensemble de l'abdomen. La couleur de fond est principalement brune, mais peut être gris clair ou noire aussi.
Très difficile à différencier de  Eurygaster testudinaria. Il existe pour Eurygaster testudinaria une légère dépression  à l'avant et au centre de la tête.

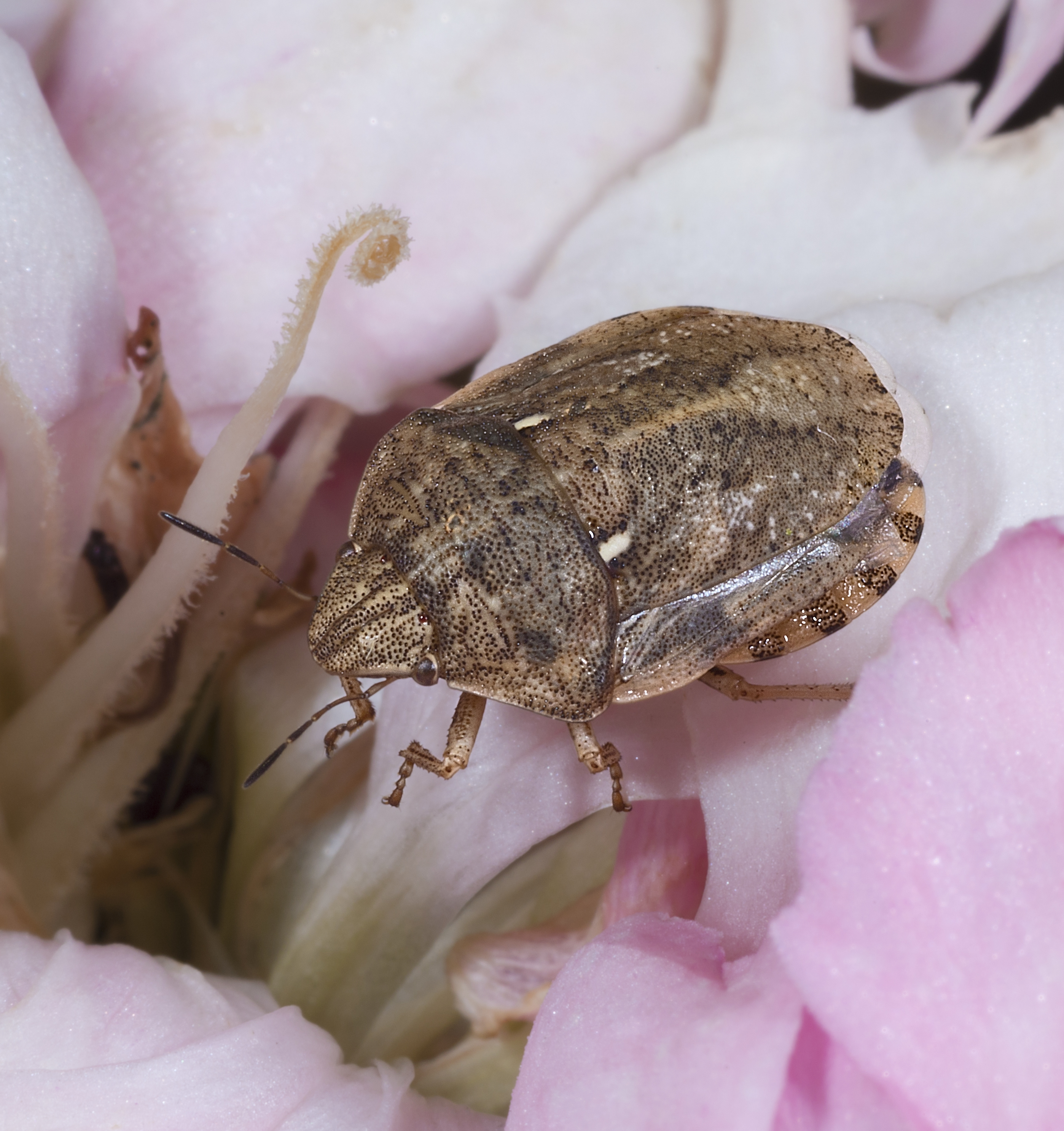

## Biologie
Elles peuvent être trouvées de mai à août, et deviennent adultes à partir de juillet. Les femelles pondent au printemps de petits paquets d'œufs sous les feuilles. Après quelques semaines, les jeunes nymphes sortent. Après cinq mues, elles sont pleinement développées et prêtes à passer l'hiver dans la litière de feuilles.

## Répartition
Cette espèce est répandue en Europe, mais aussi dans une grande partie de l'Asie et de l'Amérique du Nord.

## Habitat
Leurs habitats sont les pelouses calcaires avec des herbes sauvages dans des zones sèches et chaudes.